# Mont ʻOtemanu
Le mont ʻOtemanu est une montagne de France, point culminant de Bora-Bora en Polynésie française avec 727 mètres d'altitude.

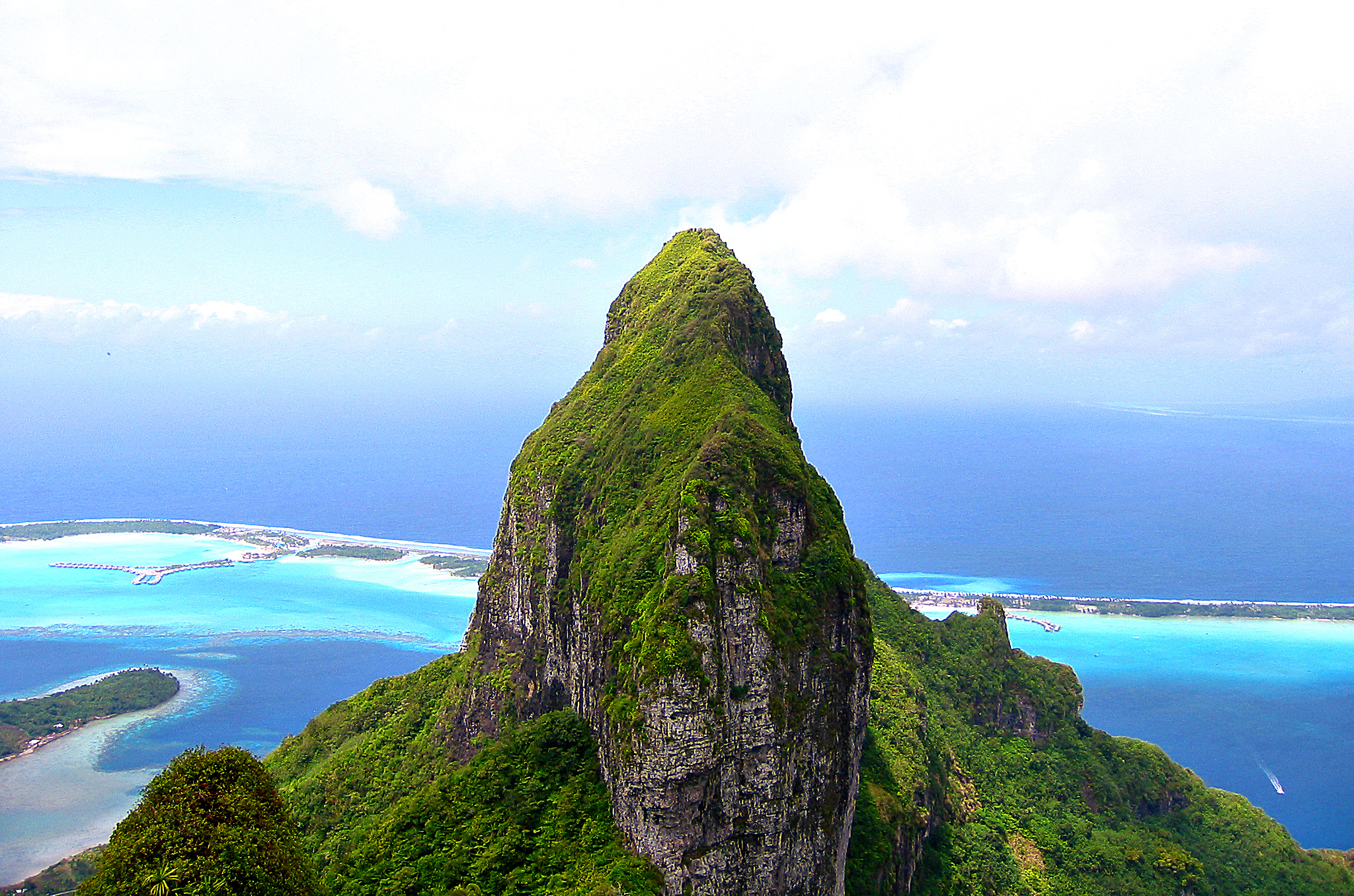
Vue du sommet du mont Otemanu dominant le lagon de Bora-Bora depuis le sommet du mont Pahia situé à l'ouest.